# Seydlitz (cruzador)
O Seydlitz foi um cruzador pesado construído para a Kriegsmarine e a quarta embarcação da Classe Admiral Hipper, depois do Admiral Hipper, Blücher e Prinz Eugen, e seguido pelo Lützow. Sua construção começou em dezembro de 1936 na Deutsche Schiff- und Maschinenbau e foi lançado ao mar em  janeiro de 1939, porém o início da Segunda Guerra Mundial retardou suas obras até que pararam totalmente em 1940, com o navio nunca tendo sido completado.
O Seydlitz permaneceu atracado em Bremen até março de 1942, quando a Kriegsmarine decidiu convertê-lo em um porta-aviões. Foi renomeado para Weser e reprojetado para transportar vinte aeronaves. Os trabalhos de conversão nunca foram finalizados e a embarcação foi levada até Königsberg e deliberadamente afundada em janeiro de 1945. Os soviéticos planejaram canibalizar o casco por peças, porém a ideia foi abandonada e o navio desmontado.

## Características

### Cruzador pesado

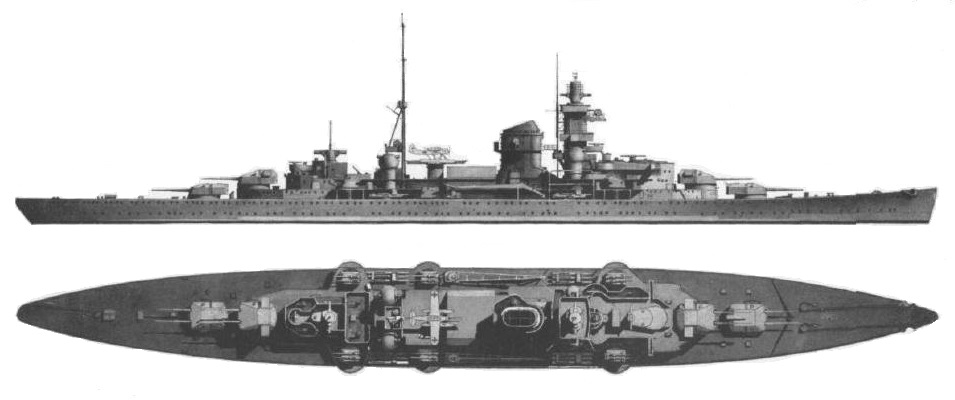
Desenho da Classe Admiral Hipper

Os cruzadores pesados da Classe Hipper Admiral foram encomendados no contexto do rearmamento alemão após a ascensão do Partido Nazista ao poder em 1933, que repudiou as cláusulas de desarmamento do Tratado de Versalhes. A Alemanha assinou o Acordo Naval Anglo-Germânico com o Reino Unido em 1935, que proporcionou a base legal para o rearmamento. O tratado especificava que a Alemanha poderia construir cinco "cruzadores de tratado" de até dez mil toneladas. A Classe Admiral Hipper estava nominalmente dentro desse limite, porém na realidade era muito maior.
O Seydlitz tinha 210 metros de comprimento de fora a fora, boca de 21,8 metros e calado máximo de 7,9 metros. Seu deslocamento projetado era de 17,6 mil toneladas e o deslocamento carregado de 20,1 mil toneladas. Seu sistema de propulsão era composto por três conjuntos de turbinas a vapor alimentadas por nove caldeiras de alta pressão a óleo combustível. Seus motores poderiam produzir 133,2 mil cavalos-vapor (98 mil quilowatts), suficiente para uma velocidade máxima de 32 nós (59 quilômetros por hora). Sua tripulação consistiria em 42 oficiais e 1 340 marinheiros.
O armamento principal do cruzador consistia em oito canhões calibre 60 de 203 milímetros montados em quatro torres de artilharia duplas, duas na proa e duas na popa, com uma sobreposta a outra. Sua bateria antiaérea era formada por doze canhões calibre 65 de 105 milímetros, doze canhões calibre 83 de 37 milímetros e oito canhões calibre 65 de 20 milímetros. A embarcação também era equipada com doze tubos de torpedo de 533 milímetros distribuídos em quatro lançadores triplos, dois à meia-nau em cada lado da superestrutura. O Seydlitz era equipado com três hidroaviões Arado Ar 196, um hangar e uma catapulta. O cinturão de blindagem tinha setenta a oitenta milímetros de espessura; o convés superior ficava de doze a trinta milímetros, enquanto o convés blindado principal tinha entre vinte e cinquenta milímetros. As torres de artilharia principal tinham placas frontais de 105 milímetros e laterais de setenta milímetros.

### Porta-aviões
Os trabalhos de conversão para transformá-lo em um porta-aviões teriam aumentando ligeiramente seu comprimento de fora a fora para 216 metros, porém o calado seria reduzido para 6,65 metros em deslocamento carregado. Seu sistema de propulsão permaneceria o mesmo, pois na época da conversão ele já tinha sido instalado, com a expectativa sendo da mesma performance de como um cruzador. Uma superestrutura de ilha seria erguida à estibordo, com um alto mastro tubular na extremidade de vante da superestrutura.
O convés de voo teria duzentos metros de comprimento e trinta de largura. O hangar teria 137,5 metros de comprimento por dezessete de largura à vante e doze à meia-nau e ré. Dois elevadores teriam sido instalados com o objetivo de transportar as aeronaves do hangar para o convés de voo. Foi planejado que o complemento aéreo Seydlitz consistiria em dez caças Messerschmitt Bf 109 e dez bombardeiros de mergulho Junkers Ju 87. Os caças Bf 109 seriam versões navais do modelo "E", designado como Bf 109T. Suas asas eram mais compridas do que o modelo terrestre a fim de permitir uma decolagem mais curta. Já o tipo Ju 87 selecionado teria sido a variante "E", que seria navalizada com a designação Ju 87D e modificada para poder realizar decolagens com catapultas e equipada com equipamentos de retenção para pouso em um porta-aviões.
Seu armamento seria reduzido para uma bateria antiaérea composta por dez canhões calibre 65 de 105 milímetros em cinco montagens duplas, duas à vante da torre de comando e três a ré. Estas armas ficariam alinhadas com a superestrutura, disparando uma sobre a outra. Os canhões ficariam em montagens LC/31 estabilizadas triaxialmente e capazes de se elevar a até oitenta graus. Isto permitiria que atacassem alvos a até 12,5 quilômetros de altura. Contra alvos de superfície teriam um alcance máximo de 17,7 quilômetros. As armas disparariam projéteis de 15,1 quilogramas, tanto do tipo explosivos quanto explosivos incendiários, além de projéteis de iluminação.
A bateria antiaérea leve consistiriam em dez canhões de 37 milímetros em cinco montagens duplas e 24 canhões de 20 milímetros em seis montagens quádruplas. Eles ficariam distribuídos nos dois lados do navio, geralmente em plataformas penduradas nas laterais. Quatro das montagens de 37 milímetros ficariam nas laterais, enquanto a quinta ficaria na extremidade da proa. Duas das montagens de 20 milímetros ficariam na superestrutura, com as restantes em plataformas laterais. As montagens seriam do tipo Dopp LC/31, originalmente projetadas para o canhão calibre 31 de 88 milímetros. A arma de 37 milímetros teria uma cadência de tiro de trinta disparos por minuto, podendo atirar a até 6,8 quilômetros de altura na elevação máxima de 85 graus. A cadência de tiro da arma de 20 milímetros era de quinhentos disparos por minuto.

## História
O Seydlitz foi construído pelos estaleiros da Deutsche Schiff- und Maschinenbau em Bremen. Ele foi originalmente projetado como uma versão cruzador rápido da Classe Admiral Hipper, armado com doze canhões de 149 milímetros em vez dos oito canhões de 203 milímetros. Entretanto, a Kriegsmarine decidiu em 14 de novembro de 1936 que o navio deveria ser construído como um cruzador pesado idêntico a seus irmãos. Seu batimento de quilha ocorreu em 29 de dezembro de 1936, sob o número de construção 940. A embarcação foi lançada ao mar durante uma cerimônia em 19 de janeiro de 1939, sendo batizado pela viúva do oficial comandante do cruzador de batalha SMS Seydlitz na Primeira Guerra Mundial e com o almirante Richard Foerster, que tinha atuado como seu oficial de artilharia, realizando um discurso.
Os trabalhos no navio diminuíram consideravelmente de ritmo depois do início da Segunda Guerra Mundial em setembro de 1939, pois as prioridades de construção mudaram para projetos mais urgentes que poderiam ser finalizadas mais rapidamente, como contratorpedeiros, submarinos e outras embarcações menores. Mesmo assim, as obras prosseguiram no Seydlitz lentamente. Ele tinha originalmente sido lançado ao mar com uma proa reta, mas durante esse período ela foi alterada para a chamada "proa Atlântica" padrão que também tinha sido instalada em seus outros navios irmãos. Os trabalhos de construção pararam completamente em junho de 1942, época quando o cruzador estava aproximadamente 95 por cento completo. Faltavam apenas ser instalados seu armamento antiaéreo, mastros, guindastes e catapulta de aeronaves.
A Kriegsmarine ficou convencida da necessidade de adquirir porta-aviões após a perda do couraçado Bismarck em maio de 1941, quando porta-aviões britânicos tinham desempenhado um papel instrumental, e o quase torpedeamento de seu irmão Tirpitz em março de 1942. Trabalhos no porta-aviões Graf Zeppelin, que tinham sido paralisados em maio de 1940, foram retomados em março de 1942. A Kriegsmarine também decidiu converter embarcações em porta-aviões auxiliares, com o Seydlitz sendo uma delas junto com vários transatlânticos e o incompleto capturado cruzador francês De Grasse. A equipe de projeto examinou os navios existentes, determinando que os navios de passageiros seriam inadequados para a função de porta-aviões de linha de frente, assim apenas o Seydlitz e o De Grasse deveriam ser convertidos como tal. O objetivo da Kriegsmarine era usá-los em operações no norte da Noruega a fim de bloquear os comboios de suprimentos para a União Soviética.
Os trabalhos de conversão no Seydlitz começaram na mesma época que a construção do Graf Zeppelin recomeçou. A maior parte de sua superestrutura foi cortada até o convés superior, com exceção da chaminé, em preparação para a instalação do convés de voo e hangar de aeronaves. Aproximadamente 2,4 mil toneladas de materiais foram removidas do navio. O navio foi renomeado para Weser, mas os trabalhos pararam em junho de 1943, antes que a conversão fosse finalizada.
Ataques aéreos norte-americanos e britânicos se intensificaram no decorrer de 1943, com os alemães transferindo a embarcação para Königsberg a fim de deixá-lo fora de alcance dos bombardeiros. Permaneceu no local até março de 1944, quando foi rebocado para Kiel, mas foi rebocado de volta para Königsberg entre 30 de março e 2 de abril. Foi deixado inutilizado pelo restante da guerra e provavelmente pouco trabalho adicional foi realizado. O Weser foi deliberadamente afundado em 29 de janeiro de 1945 para que o Exército Soviético não pudesse tomá-lo. A Frota Naval Militar Soviética mesmo assim considerou usar os destroços à procura de partes para completar o Tallinn, um irmão do Weser que os soviéticos tinham comprado inacabado no início da guerra. Isto não foi feito, com ele sendo reflutuado e depois desmontado a partir de 1958.